# Liker
Liker je jako alkoholno piće, često obogaćeno okusom voća, trava, začina, 
sjemena, bilja, ili nekih drugih izvora okusa. Riječ liker potječe iz latinske riječi liquifacere, koja znači "otopiti", a pri tom se misli na otapanje tvari koje daju bogat okus likeru.
Likeri su većinom izuzetno slatki, te imaju visok postotak alkohola, što ih svrstava u kategoriju žestokih alkoholnih pića.
Primjeri likera:
- Half
- Jägermeister
- U Hrvatskoj su uobičajeni Pelinkovac, Kruškovac, Orahovac, Višnjevac, Borovnička, Malinovac, Kupinovac, Rogačuša, Medica poznata i kao "liker od meda", Vlahovac, Rozulin, Liker od smokava
- Curacao
- Amaro
- Amaretto
- Limoncello
- Grand Marnier
- Absinth
- Eiercognac
- Lavov (Badel), hrvatski liker, osvojio zlatnu medalju na svjetski poznatom natjecanju Monde Selection 1985. u Lisabonu[1]
- Julischka, hrvatski premium liker, proizvodi se od 1984./85.[2][3][4][5]
- Istra Bitter (1950-te ili 60-te)
- Barun (Zvečevo), tvrde da je "jedino alkoholno piće čiji se okus ne razvodni otapanjem leda", osvojio srebrnu medalju na Monde Selection – Brussles[6]
- Pepito (1952.), hrvatski liker
- Liker od vina
  - Teranino, hrvatski liker od vina Teran

Opća podjela likera:
- slatki
- gorki
- specijalni
- premium

Drugačija podjela likera:
- liker od voćnog soka
  - šljivov brandy, narančin brandy, trešnjin brandy, breskvin brandy
- voćni liker
- biljni liker
- liker od rakija
- liker s vinom
- emulzijski liker
- aromatizirani liker
- liker od čokolade, kakaa, jaja...

## Vanjske poveznice
- Alkoholna pića Hrvatska tehnička enciklopedija, portal hrvatske tehničke baštine. LZMK